# École normale supérieure Paris-Saclay
École normale supérieure Paris-Saclay (znana również jako École normale supérieure de Cachan, ENS Cachan lub ENS Paris-Saclay) jest najbardziej prestiżową z dużych francuskich szkół oferujących wyższe wykształcenie. Szkoła znajduje się w Gif-sur-Yvette. Przedmiotami szkoły są nauki stosowane i socjologia, ekonomia i zarządzanie.
Szkoła jest członkiem Université Paris-Saclay.

## Znani absolwenci
- Alain Aspect,  francuski fizyk
- Marie-Noëlle Lienemann, francuska polityk